# Грабовський Олександр Володимирович
Олександр Володимирович Грабовський (нар. 1922, місто Переяслав, тепер Київської області — 8 вересня 1979, місто Київ) — представник комуністичних органів влади на території України. 1-й секретар Чорнобильського та Яготинського райкомів КПУ Київської області. Депутат Верховної Ради УРСР 6—8-го скликань.

## Біографія
У 1941—1945 роках — служив у Радянській армії. Учасник німецько-радянської війни.
Після демобілізації із армії навчався в юридичній школі.
Член ВКП(б) з 1948 року.
Працював у Чорнобильському районі Київської області слідчим, прокурором, обирався секретарем Чорнобильського районного комітету КПУ Київської області.
До 1969 року — голова колгоспу імені Леніна села Горностайпіль Чорнобильського району.
У січні 1969 — 1972 року — 1-й секретар Чорнобильського районного комітету КПУ Київської області.
У 1972—1975 роках — 1-й секретар Яготинського районного комітету КПУ Київської області.
У 1975 — липні 1979 року — голова Комітету народного контролю Київських обласних організацій і установ.
З липня 1979 року — персональний пенсіонер республіканського значення.

## Нагороди
- два ордени Леніна
- орден Трудового Червоного Прапора
- медалі